# Polyphemus
Polyphemus (/ˌpɒlɪˈfiːməs/; tiếng Hy Lạp cổ: Πολύφημος Polyphēmos) là Người khổng lồ một mắt, con trai của Poseidon và Thoosa trong thần thoại Hy Lạp, một trong những Cyclops được mô tả trong Odyssey của Homer. Tên của người khổng lồ này có nghĩa là "rất nhiều trong các bài hát và truyền thuyết". Polyphemus lần đầu tiên xuất hiện như một người khổng lồ ăn thịt người man rợ trong chương thứ chín của Odyssey. Kịch satyr của Euripides dựa vào chương này này trừ một chi tiết; để gây cười, Polyphemus được đóng vai trò một người bán dạo trong vở kịch trên. Các nhà văn cổ điển sau này mô tả Polyphemus trong những bài thơ của họ như là một người khổng lồ dị tính và có quan hệ tình cảm với nữ thần Galatea. Thường thì Polyphemus được miêu tả là không thành công trong việc này, và không biết về kích thước không cân xứng với nữ thần trên và sự kém hiểu biết âm nhạc. Tuy nhiên, trong tác phẩm của các tác giả sau này, ông được giới thiệu là một người tình giỏi và nhạc sĩ lành nghề. Từ thời Phục hưng trở đi, nghệ thuật và văn học phản ánh tất cả những diễn giải về người khổng lồ này.